# ميتوسوم

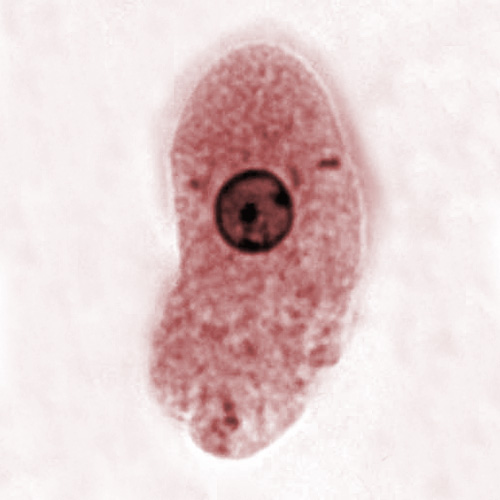

الميتوسوم هو عضية خلوية تتواجد لدى بعض الكائنات وحيدة الخلية حقيقة النوى، اكتُشفت سنة 1999، وسُميت كريبتون من قبل أحد المجموعات لكن ذلك الاسم لم يعد مستخدما. وظيفة الميتوسوم لم تُحدد بشكل جيد لحد الآن.
لوحظ الميتوسوم في الكائنات اللاهوائية أو الكائنات أليفة الهواء القليل التي لا تملك متقدرات. لا تملك هذه الكائنات القدرة اكتساب الطاقة من الفسفرة التأكسدية التي تقوم بها المتقدرات عادة. وُصف الميتوسوم لأول مرة لدى المتحولة الحالة للنسيج وهي كائن طفيلي في أمعاء الإنسان. تم العثور على الميتوسومات كذلك لدى العديد من أنواع البويغيات ولدى الجياردية الإثني عشرية.

## الأصل والوظيفة
تفرعت الميتوسومات -بشكل شبه مؤكد- من المتقدرات. ومثل هذه الأخيرة، تملك الميتوسومات غشاءً مزدوجا ويتم توصيل معظم البروتينات إليها عبر تسلسل أحماض أمينية محدد للهدف. تسلسل تحديد الهدف مماثل لنظيره المستخدم لاستهداف المتقدرات، ويمكن لتسلسلات استهداف المتقدرة الحقيقة توصيل البروتينات إلى الميتوسومات. اتضح أن عددا من البروتينات المرتبطة بالميتوسومات ذات قرب وثيق بنظائرها لدى المتقدرات أو الهيدروجينوسومات (وهي كذلك متقدرات منتكسة فقدت معظم وظائفها).
تشير المعلومات الحالية إلى أن الميتوسومات على الأرجح تلعب دورا في تجميع عنقود الحديد-كبريت، وذلك لأنها لا تحتوي على أي من البروتينات التي لها دور في وظائف المتقدرة الأساسية (التنفس الهوائي، تخليق الهيم) وتحتوي على البروتينات المطلوبة لتخليق عنقود Fe-S (مثل فرتكسين، نازعة سلفيدريل السيستئين، Isu1، وHsp70 المتقدري).
عكس المتقدرات، لا تملك الميتوسومات جينات (دنا) بداخلها، وجينات المكونات الميتوسومية تتواجد في الجينوم النووي بالنواة. اقترح تقرير أولي قديم تواجد الدنا في هذه العضية، لكن أبحاثا حديثة أظهرت أن ذلك غير صحيح.